# Віктор Дейвіс Генсон
Ві́ктор Де́віс Ге́нсон (англ. Victor Davis Hanson; нар. 5 вересня 1953, Фаулер, Каліфорнія) — американський військовий історик, оглядач, політичний есеїст та колишній професор антикознавства, відомий дослідженнями давніх воєн. Писав коментарі про сучасні війни та сучасну політику для National Review та інших видань. Тривалий час працював викладачем античної історії в університеті штату Каліфорнія, Фресно, наразі працює провідним дослідником в Стенфордському інституті Гувера.
Нагороджений національною медаллю з гуманітарних наук 2007 р.,, почесною нагородою інституту Кларемонт, та премією в $250 000 від фонду Лінди та Гаррі Бредлі 2008 р.
Генсон також вирощує родзинки на родинній фермі у Фресно (Каліфорнія) та виступає з критикою соціальних тенденцій пов'язаних з фермерською справою та рухом за аграрні реформи.

## Праці

### Битви і Культура
Генсон відомий завдяки книжці 2001 року битви і культура (англ. Carnage and Culture), в деяких країнах (напр. в Австралії) видана під назвою Чому Захід переміг (англ. Why the West Has Won), де він стверджує, що військове домінування  Західної цивілізації, починаючи стародавніми греками, є наслідком фундаментальних аспектів Західної культури, таких як демократичне урядування та індивідуалізм. Генсон відкидає расові пояснення військової переваги, також відкидає версії про вплив клімату або місцевої географії, озвучені, наприклад, Джаред Даймондом в книзі Зброя.
На думку Генсона, західні цінності, такі як: політична свобода, капіталізм, індивідуалізм, демократія, науковий метод, раціоналізм, та вільнодумство утворюють особливо смертоносну комбінацію у випадку застосування до військової справи. Незахідні суспільства можуть інколи здобувати перемоги в битвах проти суспільств з західними цінностями, але у віддаленій перспективі, пише Генсон, перемога буде за останніми.  Генсон робить особливий наголос на тому, що західний спосіб ведення війни не обов'язково більш (або менш) моральний за інші; він лише стверджує, що «західний підхід до війни» не має рівних в своїй смертоносності та рішучості.
Битви і Культура розглядає дев'ять битв, кожна з яких використана для висвітлення окремого аспекту західної культури, який, на думку Генсона, важливий для домінування західного способу ведення війни. Розглянуті наступні битви:
1. Битва при Саламіні (480 до н. е.; вільні громадяни),
2. Битва при Гавгамелах (331 до н. е.; вирішальна битва на знищення),
3. Битва при Каннах (216 до н. е.; загальний призов),
4. Битва при Пуатьє (732 р.; піхота),
5. Битва за Теночтітлан (1521 р.; технології та науковий метод),
6. Битва при Лепанто (1571 р.; капіталізм),
7. Битва при Роркс-Дріфт (1879 р.; дисципліна),
8. Битва за Мідвей (1942 р.; індивідуалізм),
9. Тетський наступ (1968 р.; вільнодумство).

Хоча Битви і Культура була випущена до  11 вересня 2001, висвітлена в ній ідея того, що «західний спосіб ведення війни» врешті-решт переможе, перетворила книжку на бестселер невдовзі після цих подій. Одразу після атак 11 вересня книжка була видана новим накладом з післямовою Генсона, де він однозначно стверджував, що уряд США здобуде перемогу у «війні проти тероризму» через наведені у книзі причини.

### Хвилі битв
Хвилі битв: Як минулі війни визначають як ми, б'ємося, живимо та мислимо (англ. Ripples of Battle: How Wars of the Past Still Determine How We Fight, How We Live, and How We Think) була надрукована в 2003 році. Основною ідеєю книги автор називає спробу показати, що хоча всі війни мають різний вплив на подальший розвиток цивілізації, всі вони мають спільну рису: всі вони спричиняють фундаментальні та важливі наслідки, які неможливі в умовах звичайного життя, через неприродну ідею взаємних спроб вбивства за короткий проміжок часу в обмеженому просторі. Генсон вважає битви пожежами історії, а ті, хто вижив, подібно до іскор потім сполохнуть набагато далі від центру займання.
Аби показати вплив, який війни минулого мають на сьогодення, Генсон обрав три менш відомі битви різних епох, які мали, серед іншого, такі наслідки:
- Битва при Шайло (1862): величезна кількість людських жертв так вплинула на Вільяма Шермана що в подальших бойових діях він зосереджував атаки на інфраструктурі та важливих для економіки Конфедератів об'єктах, започаткувавши, таким чином, нову традицію в способі ведення війни. Загибель Альберта Сідні Джонстона породила легенду про «втрачений шанс», яка затримала повоєнний розвиток Півдня. Намагаючись захистити зіпсовану прикрим непорозумінням репутацію, генерал Льюїс Воллес був вимушений розпочати кар'єру письменника. Ним була написана впливова новела «Бен-Гур: історія Христа» а для її популяризації він започаткував нині вже стандартний спосіб просування книжок: з турне автора на підтримку власних видань, публічними виступами в ЗМІ та перед аудиторією тощо.
- Битва за Окінаву (1945): жахливі втрати спонукали американське командування вдатись до бомбування Токіо запальними бомбами та застосувати ядерну зброю.
- Битва при Делії (424 до н. е.): вдала втеча Сократа з поля бою врятувала Західну філософську думку в її колисці. Беоти вперше в цій битві застосували маневри, вперше в бою брали участь загони професійних військових, які діяли спільно з кавалерією. Ці новації згодом лягли в основу західної військово-тактичної думки, і, ймовірно дозволили століття потому Александру Македонському створити імперію.

В епілозі автор робить огляд хвиль від терористичних актів 11 вересня 2001 року, описує вже видимі зміни в суспільстві, громадській думці та політиці в середині США та у світі взагалі. На його думку, теракти дали для американського суспільства,  ефект протверезіння від хибних ідей морального релятивізму та мультикультуралізму. Також він робить прогнози на найближче майбутнє, але з огляду на те, що повнішу картину наслідків — хвиль — від терористичних актів можна буде скласти набагато пізніше, можливо через століття після смерті представників покоління, яке їх пережило.

### Батько всіх
Книжка Батько всіх: Війна та історія, антична та сучасна (англ. The Father of Us All: War and History, Ancient and Modern) побачила світ 2010 року. Ідея книжки запозичена з вислову стародавнього філософа Геракліта: «Війна — батько всіх, цар всіх: одних вона оголошує богами, інших - людьми, одних робить рабами, інших - вільними». Книга розглядає природу війни, особливо в контексті сучасного ставлення американців до збройних конфліктів взагалі, та, на Середньому Сході та з ісламом зокрема.
Автор починає з аналізу причин майже повного зникнення вивчення історії воєн в американських школах. Ситуація, на думку Генсона, погіршена тим, що в США майже відсутнє дослідження військових доктрин ісламу (кодифікованих в шаріаті та ісламському праві) в той час як США втягнуті у війну з ворогом, який діє саме на цих принципах.
Генсон стверджує, що «змінились американці, а не одвічна природа війни». Наслідком політичної коректності, утопічного пацифізму, небаченої досі заможності стало те, що американці стали сприймати війну відхиленням від норми, яке слід уникати за будь-яку ціну. Тому, на його думку, «Аль-Каїда має дедалі більше впевненості та зухвалості» та порівнює американських солдат з «паперовими тиграми», а Іран нестримно прямує до набуття ядерної зброї.
Генсон нагадує, що теорія Самуеля Гантінгтона про «зіткнення цивілізацій» має попередників в працях Геродота та Фукідіда (останній називав так війну між демократією та автократією як між двома різними формами цивілізації). Виникає парадоксальна ситуація, коли на Заході армія має образ антиліберальної, ієрархічної, авторитарної установи, а у випадку Туреччини — єдиної демократичної ісламської країни — армія є «єдиною установою, яка опиратиметься прихованому встановленню законів шаріату».
Стосовно, як дехто вважає, помилок США в цих війнах — від Абу-Грейб до Гуантанамо — Генсон нагадує, що «в будь-якій війні перемогу здобуває та сторона, яка припуститься менше помилок … а не та сторона, яка не зробить жодних помилок. Досконалої армії в бездоганній війні ніколи не було.»
Автор також нагадує, що «дехто завжди віддаватиме перевагу війні а не миру; інші, хочеться вірити численніші та впливовіші, які вивчили уроки минулого, матимуть моральний обов'язок стримувати їх.»

### Переклади
- Victor Davis Hanson, ред. (2012). Makers of Ancient Strategy. From the Persian Waws the Fall of Rome. Princeton. ISBN 9780691156361. = Творцы античной стратегии. От греко-персидских войн до падения Рима (рос.). ACT. 2015. ISBN 978-5-17-083319-1.

### Офіційні сайти
- Victor Davis Hanson's Private Papers [Архівовано 9 листопада 2006 у Wayback Machine.] — Сайт Генсона; розміщені статті Генсона та його колег.
- Статті у National Review [Архівовано 13 листопада 2006 у Wayback Machine.] — архів на сайті National Review Online
- Works and Days — Блог на сайті Pajamas Media

### Освітні заклади та аналітичні центри
- Біографія на сайті Fresno State News
- Біографія на сайті ін-ту Гувера [Архівовано 23 травня 2010 у Wayback Machine.]
- Біографія на сайті ін-ту Кларемонт
- The Sage of Fresno, Джонатан Кей, дослідник в Інституті Гувера
- Асоціація дослідження Близького сходу та Африки (ASMEA) [Архівовано 10 жовтня 2011 у Wayback Machine.]

### Критика
- Torturing History — рецензія Кріса Брея на книжку Carnage And Culture, який стверджує, що Генсон переписав історію; див. також Відповідь Генсона
- When Superpowers Lose [Архівовано 30 грудня 2006 у Wayback Machine.] — рецензія на книжку Carnage and Culture з соціалістичної точки зору
- Thucydides vs. Victor Davis Hanson [Архівовано 5 серпня 2011 у Wayback Machine.] — стаття Джона Тейлора, де піддано сумніву якість досліджень Генсона
- It's All Greek to Victor Davis Hanson [Архівовано 7 серпня 2011 у Wayback Machine.] — стаття Гарі Брехера, де піддано сумніву обізнаність Генсона з військовою історією та вірність логічних роздумів

### Інтерв'ю
- Інтерв'ю Генсона на радіо
- Деякі лекції, виступи, та інтерв'ю [Архівовано 11 лютого 2021 у Wayback Machine.]
- Генсон на YouTube.com

### Відомі невеликі праці
- Introduction Вступ до видання 2007 р. книжки E.B. Sledge: With the Old Breed: At Peleliu and Okinawa